# Igreja de Santo Amaro (Pico)

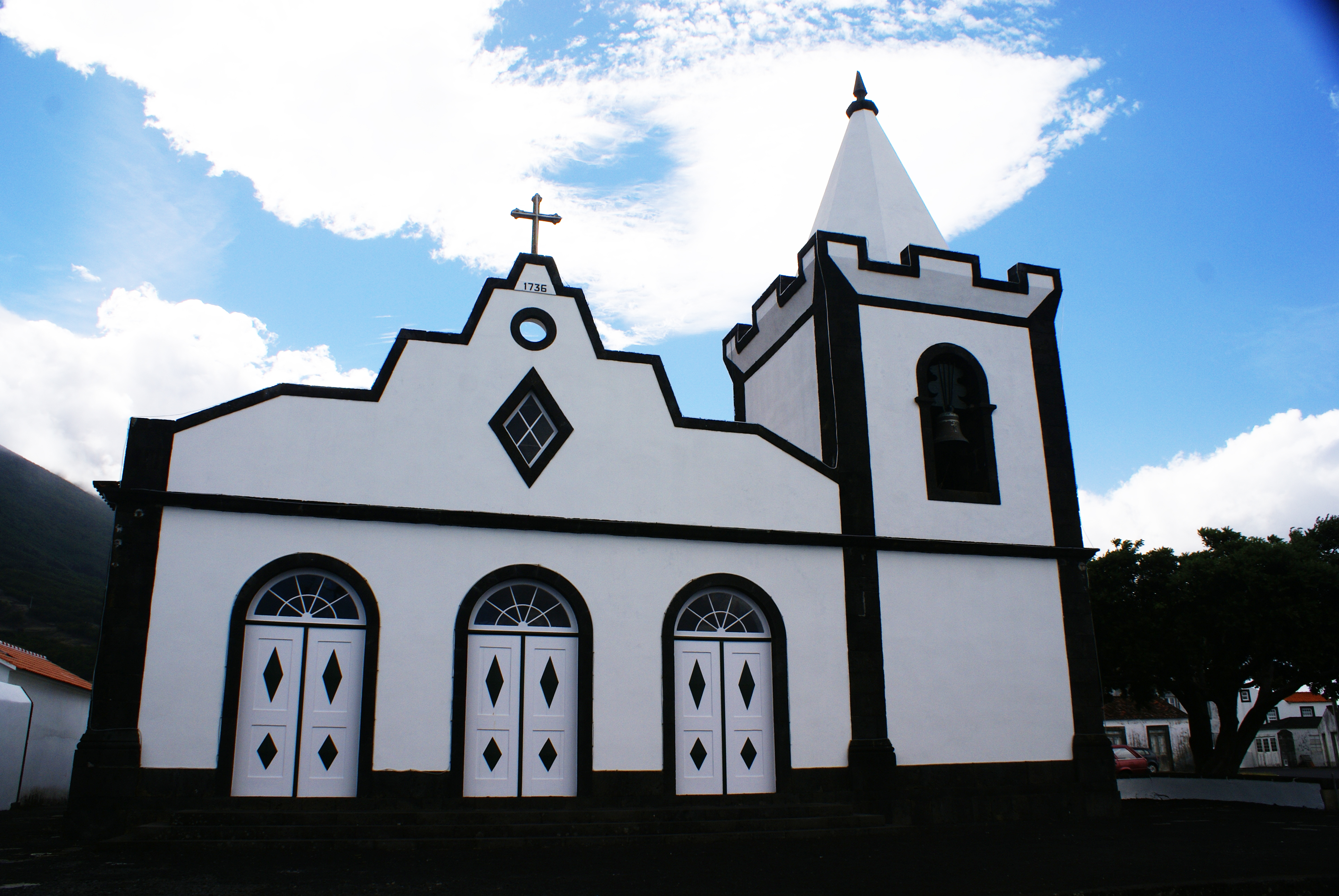
Igreja de Santo Amaro, fachada.

A Igreja de Santo Amaro é uma igreja católica portuguesa localizada na freguesia de Santo Amaro, concelho de São Roque do Pico, na ilha açoriana do Pico.
Desconhece-se a data precisa da fundação deste templo, dedicado ao taumaturgo Santo Amaro que remonta ao século XVIII. Embora a data certa da construção seja imprecisa sabes-se que já no ano de 1723 ele deveria existir, segundo o provam  vários documentos que do mesmo tratam. Nesses documentos se fala da existência de uma paróquia de Santo Amaro, mas ignora-se a data da criação desta.
Segundo Silveira Macedo, foi esta igreja reedificada depois do ano de 1736, adquirindo então uma feição bastante simples. Na respectiva fachada havia apenas uma pequena porta e adiante dela a porta principal, a qual, ladeada por duas reduzidas janelas em forma de óculo, era encimada por um cordão de pedra lavrada em forma triangular. Era um templo acanhado, cuja torre, à direita, se apresentava de mediana altura, sem grimpa e por acabar.
O tempo e os tremores de terra foram arruinando a pequena igreja até que, em 1951, o vigário respectivo, o padre José Idalmiro Ferreira, tomou a iniciativa de a reconstruir de novo. Esses trabalhos estenderam-se também ao interior. Este último beneficiou de uma boa bancada e de restauros nos vários retábulos.